# Yom Yeruixalàyim
El Dia de Jerusalem (en hebreu: יום ירושלים, Yom Yerushalayim) és un dia de festa nacional israelià, que commemora la reunificació de Jerusalem i l'establiment del control israelià sobre la ciutat vella, al juny de 1967. El Gran Rabinat d'Israel va declarar el Dia de Jerusalem una festa religiosa menor, per donar gràcies a Déu per la victòria en la Guerra dels Sis Dies i per respondre a 2.000 anys d'oració. Aquesta diada se celebra el dia 28 del mes de Iar.

## Celebracions
El dia està marcat per cerimònies d'Estat, els serveis commemoratius per als soldats que van morir en la batalla per Jerusalem, es passeja pel centre de Jerusalem, es recita l'oració Hallel amb benediccions a les sinagogues. Hi ha també conferències sobre temes relacionats amb Jerusalem, es canta i es balla, i s'emet una programació especial a la televisió. Els escolars de tot el país aprenen sobre la importància d'aquest dia, i a les escoles de tot el país se celebren reunions festives. Aquest dia també és celebrat a les escoles jueves d'arreu del món.